# نارسینگهه
نارسینگهه (به انگلیسی: Narsinghgarh) یک منطقهٔ مسکونی در هند است که در بخش داموه واقع شده‌است. نارسینگهه ۶٬۷۳۵ نفر جمعیت دارد.